# 卢卡·梅扎诺
卢卡·梅扎诺（義大利語：Luca Mezzano，1977年8月1日—），意大利男子足球运动员，司职后卫。他曾代表意大利国奥队参加2000年夏季奥林匹克运动会足球比赛，获得第五名。